# Fairport Harbor
Fairport Harbor est une ville du comté de Lake, dans l’État de l’Ohio. Lors du recensement de 2010, sa population s’élevait à 3 109 habitants. Sa superficie totale est de 2,87 km2. La ville abrite deux phares maritimes, ainsi qu'un musée de l'immigration finlandaise.

## Géographie
Fairport Harbor se situe à l'intérieur du township de Painesville. Selon le Bureau de recensement des États-Unis, le village a une superficie totale de 1,11 mile carré (2,87 km2), dont 1,03 mile carré (2,67 km2) sur la terre ferme et 0,08 mile carré (0,21 km2) d'eau.

## Démographie
Selon le recensement de 2010, il y a 3109 personnes, 1427 ménages, et 764 familles résidant dans la ville de Faiport. La densité de population est de 1,165 habitants au kilomètre carré. La ville est composée de 94,7 % de blancs, 2,1 % d'Afro-Américains, 0,2 % d'Amérindiens, 0,3 % d'Asiatiques, 0,6 % d'autres races, et 2,1 % de bi-raciaux.
L'âge médian dans le village est de 41 ans : 20,7 % des habitans sont âgés de moins de 18 ans ; 9 % sont âgés de 18 à 24 ans ; 25,7 % sont  de âgés de 25 à 44 ans ; 29,8 % sont âgés de 45 à 64 ans ; et 14,8 % ont plus de 65 ans. 48,6 % des habitants sont des hommes et 51,4 % sont des femmes.

## Histoire
La ville se nommait Grandon au XVIIIe siècle et appartenait à la Connecticut Land Company. Le nom de la ville fut modifié en Fairport en 1836. Les premiers habitants de la ville étaient majoritairement d'origine anglaise et irlandaise, et plusieurs vagues d'immigration finlandaise, hongroise et slovaque eurent lieu lors du XIXe siècle.
L'ouverture en 1912 d'une usine de la Diamond Corporation Alkali permit d'employer plusieurs milliers de personnes dans la ville et dans les alentours. L'usine a produit du carbonate de soude, de la soude caustique et du bicarbonate de soude jusqu'à sa fermeture en décembre 1976.
En 1959, Morton Salt y creuse une mine de sel de 700 mètres de profondeur ; c'est à l'époque la mine de sel la plus profonde des États-Unis. De 1981 à 1991, cette mine est utilisée pour contenir une expérience célèbre en physique quantique, le Détecteur Irvine-Michigan-Brookhaven. Cette expérience permettra pour la première fois d'observer des neutrinos issus de l'explosion d'une supernova.

## Images

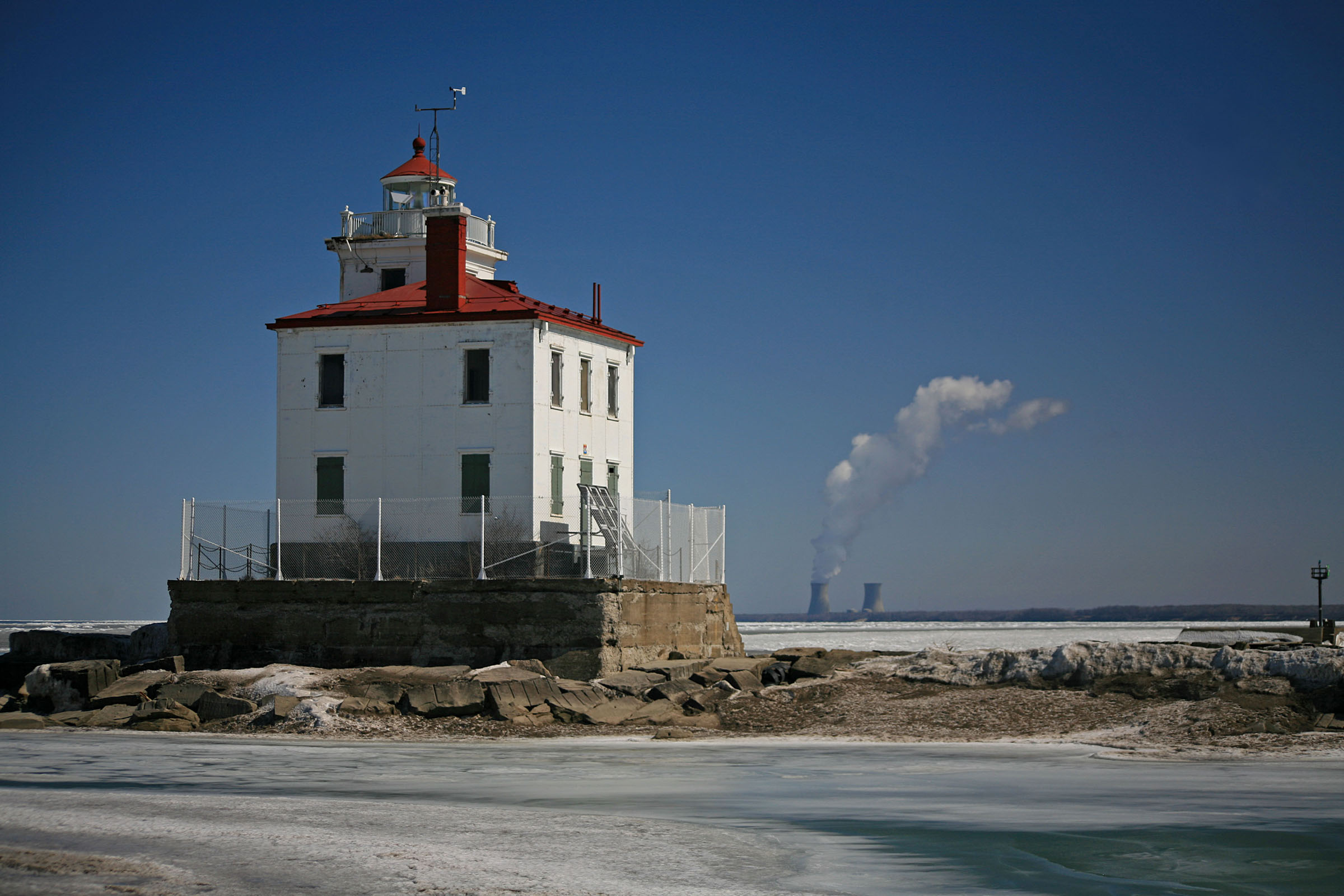
Le phare maritime historique de Fairport Harbor, avec la centrale nucléaire de Perry en arrière-plan.
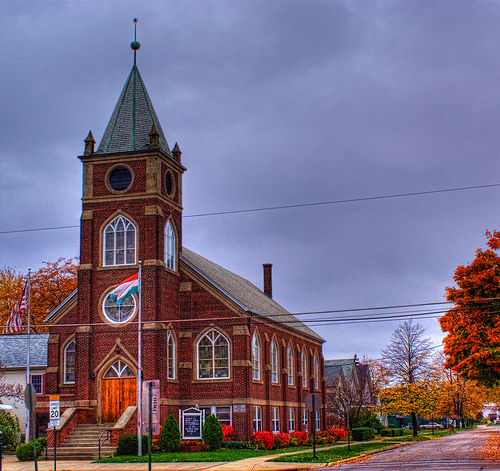
L'église hongroise de Fairport Harbor.

## Source
- (en) Cet article est partiellement ou en totalité issu de l’article de Wikipédia en anglais intitulé « Fairport Harbor, Ohio » (voir la liste des auteurs).